# Семененко, Николай Федосеевич
Николай Федосеевич Семененко — советский хозяйственный, государственный и политический деятель, Герой Социалистического Труда.

## Биография
Родился в 1930 году в Киевской области. Член КПСС.
С 1946 года — на хозяйственной, общественной и политической работе. В 1946—1990 гг. — ученик мастера, литейщик, военнослужащий Советской Армии, литейщик научно-производственного объединения арматуростроения «Киеварматура» Министерства химического и нефтяного машиностроения СССР. 
Указом Президиума Верховного Совета СССР от 3 января 1974 года присвоено звание Героя Социалистического Труда с вручением ордена Ленина и золотой медали «Серп и Молот».
Делегат XXV съезда КПСС.
Жил в Киеве.